# زیردریایی یو-۳۶۵
زیردریایی یو-۳۶۵ (به انگلیسی: German submarine U-365) یک زیردریایی بود که طول آن ۶۷٫۱ متر (۲۲۰ فوت ۲ اینچ) بود. این زیردریایی در سال ۱۹۴۳ ساخته شد.